# Rudolf Weydenhammer
Rudolf Weydenhammer (* 1. Mai 1890 in Wilhelmshaven; † 1972) war ein deutscher Berufssoldat, Industrieller, Wirtschaftsfunktionär und Nationalsozialist, der führend am Juliputsch 1934 in Wien beteiligt war.

## Leben
Weydenhammer wurde in eine alte preußische Offiziersfamilie hineingeboren. Seine Eltern waren Sanitätsrat Dr. Georg Weydenhammer und dessen Ehefrau Luise, geborene von Schauß-Kempfenhausen. Seine Schullaufbahn beendete er 1908 an der Oberrealschule in Worms mit dem Abitur. Danach absolvierte er eine Banklehre und begann ein Studium der Rechts- und Staatswissenschaft an der Universität München.
Weydenhammer trat am 1. Oktober 1910 als Einjährig-Freiwilliger in die Bayerische Armee ein und absolvierte eine Offizierslaufbahn. Zunächst diente er beim 1. Schwere-Reiter-Regiment „Prinz Karl von Bayern“ und wechselte als Fahnenjunker 1911 zum 3. Feldartillerie-Regiment „Prinz Leopold“ und wurde dort am 28. Oktober 1912 zum Leutnant befördert.
Kurz vor Beginn des Ersten Weltkrieges wechselte er kurzzeitig in den Stab der bayerischen 6. Feldartillerie-Brigade. Zum Kriegsausbruch kehrte er wieder zum 3. Feldartillerie-Regiment „Prinz Leopold“ zurück, in dem er dort am 14. Januar 1916 zum Oberleutnant ernannt wurde. Im Ersten Weltkrieg war er zunächst als Regiments- und Brigadeadjutant und ab 1918 im Kriegsministerium eingesetzt. Nach dem Krieg, am 30. August 1920 erhielt er den Charakter eines Hauptmanns verliehen.
Seit 1916 war Weydenhammer mit Elisabeth, geborene Küstermann, verheiratet. Das Paar bekam zwei Töchter und einen Sohn. Nach Kriegsende schied er aus der Armee aus. Er absolvierte ein Traineeprogramm bei der Bayerischen Vereinsbank, setzte sein Studium fort und schloss es 1920 an der Universität Würzburg mit Promotion zum Dr. rer. pol. ab. Ab Ende 1920 war er in Düsseldorf bei der Deutschen Bank beschäftigt und wurde dort im Mai 1921 Handlungsbevollmächtigter und im Dezember desselben Jahres Prokurist. Dann trat er in die Direktion der Deutschen Bank ein und war ab 1922 Direktor der Bankfiliale in Duisburg und ab Anfang 1925 der Bankfiliale in München. Zudem gehörte er dem Vorstand der Hauptbank für Tirol und Vorarlberg an. Von 1926 bis 1930 gehörte er dem Aufsichtsrat der BMW AG an.
Politisch gehörte Weydenhammer zunächst der BVP an und trat später der NSDAP bei, für die er sich unter dem Deckmantel seiner wirtschaftlichen Belange zunächst legal und nach dem NSDAP-Verbot in Österreich illegal unter dem Decknamen „Rudolph Williams“ betätigte. Infolge der Inhaftierung des NSDAP-Gauleiters von Tirol-Vorarlberg Franz Hofer wegen nationalsozialistischer Betätigung übernahm er ab Juni 1933 kurzzeitig kommissarisch Hofers Posten. Anfang der 1930er Jahre wurde Weydenhammer Stabsleiter der Landesleitung der NSDAP Österreich in München unter Theodor Habicht. Im Zuge der Vorbereitungen zum Juliputsch 1934 zum Umsturz der österreichischen Regierung brachte Habicht seinen Stellvertreter Wächter und Stabsleiter Weydenhammer mit dem österreichischen SS-Führer Fridolin Glass zusammen. Die Aufgabenteilung für dieses Unternehmen sah vor, dass Wächter die politische Leitung und Glass die militärische Führung übernehmen sollte; Weydenhammer war als Verbindungsmann vorgesehen. Neben der Organisation von Waffen oblag Weydenhammer so insbesondere die Aufgabe, den politischen Kontrahenten von Engelbert Dollfuß und Gesandten Österreichs in Rom Anton Rintelen als Gegenkanzler für die Putschisten zu „gewinnen“. Er stellte in Rom erfolgreich den Kontakt zu Rintelen her. Weydenhammer, der sich während des Juliputsches in Wien aufhielt und aktiv daran teilnahm, setzte sich nach dem Scheitern des Umsturzes über die Tschechoslowakei ins Deutsche Reich ab. Er verfasste 1934 und 1938 Berichte über die Ereignisse des Juliputsches und gab auch nach dem Krieg dazu Auskunft.
Ab 1936 war Weydenhammer Direktor der American Magnesium Metals (Pittsburgh) sowie ab 1938 Generaldirektor der Deutschen Magnesit AG in München und der Amerikanisch-Österreichischen Magnesit A.G. in Radenthein. Zudem wurde er nach dem Anschluss Österreichs Präsident der Internationalen Unfall und Schaden AG in Wien. Er war einer der Beauftragten des Reichsprotektors Böhmen und Mähren. Während des Zweiten Weltkrieges war er zudem ab Ende 1941 Wehrwirtschaftsführer und gehörte dem Wehrwirtschaftsrat an.
Nach Kriegsende befand er sich in Bayern in amerikanischer Internierung, von der aus er 1949 nach Österreich zum Landesgericht Wien überstellt wurde. Ob er in Österreich nach einem Verfahren verurteilt wurde, ist nicht bekannt. Ab 1953 war er Präsident und Direktor der Oberrheinischen Handels-AG in Zürich. Er gehörte Aufsichtsräten an, u. a. der Schwabenbräu AG und als Aufsichtsratsvorsitzender der Brauhaus Amberg AG. Seinen Wohnort hatte er in Starnberg. Er wurde zum Ehrensenator der Universität München ernannt. Eine Kurzvita von ihm ist im Braunbuch der DDR aufgeführt.

## Auszeichnungen
- Eisernes Kreuz I. und II. Klasse[1]
- Bayerische Militärverdienstorden 4. Klasse mit Schwertern am 5. November 1914[2]
- Badische Ritterkreuz mit Schwertern vom Zähringer Löwen[2]
- Hessische Tapferkeitsmedaille am 12. Dezember 1917[2]
- Österr. Militärverdienstkreuz 3. Klasse mit Kriegsdekoration am 29. Oktober 1915[2]
- Türkische Eiserner Halbmond am 12. Dezember 1917[2]
- Bayerische Prinzregent-Luitpold-Medaille[2]